# Humbert III de Savoie
Pour les articles homonymes, voir Humbert, Humbert III et Humbert de Savoie.
Humbert III de Maurienne, ou plus couramment de Savoie, dit « le Bienheureux » ou « le Saint », né le 1er avril ou 1er août 1136 au château d'Aveillane et mort le 4 mars 1189 à Chambéry, est le 8e comte en Maurienne, également seigneur du Bugey, d'Aoste et du Chablais, marquis d'Italie (Suse) et le second Humbertiens à porter le titre de comte de Savoie (1148-1189). Il est le fils du comte et marquis Amédée III. Sa vocation religieuse lui permet d'être béatifié en 1836.
Il est commémoré le 4 mars selon le Martyrologe romain, et le 27 avril en Savoie.

## Biographie

### Enfance
Humbert est né le 1er avril ou 1er août 1136 au château d'Aveillane,, résidence comtale permettant de protéger le Val de Suse et surveiller le comté de Turin. Il est le premier fils, premier ou quatrième enfant selon les sources, du comte Amédée III de Maurienne ou de Savoie et de Mathilde ou Mahault d'Albon, sœur du comte-dauphin Guigues IV d'Albon.
Son père, avant de partir en croisade, le confie, de même que la régence de ses terres, au soin d'Amédée de Clermont, dit de Lausanne (1110-1159), évêque de Lausanne,,. Le jeune comte semble fort marqué par son enseignement religieux pour que l'historiographe Samuel Guichenon souligne « cette profonde et cette grande amour de Dieu qui lui fit mépriser pendant sa vie avec tant de constance les choses périssables de ce monde pour s'attacher aux célestes et incorruptibles,. »

### Dilemme du règne et de la vocation religieuse
Humbert succède à son père, en 1148, mort durant la seconde croisade. Il est connu sous le nom Humbert III. Il est proclamé majeur deux ans plus tard. Son règne n'est pas marqué par une action politique majeure, contrairement à ses prédécesseurs et notamment son père. Le médiéviste Bernard Demotz observe que « l'historiographie traditionnelle savoyarde l'a canonisé pour mieux masquer sa faiblesse politique. » Il est béatifié en 1838. Cette vocation religieuse reviendra, semble-t-il, durant son conflit avec l'Empereur où le comte envisage de se retirer à Hautecombe.
Dans un acte publié entre 1139 et 1159, il confirme les donations faites par son père à la chartreuse d'Arvières, dans le Valromey (Bugey). L'acte en profite pour fixer les limites où s'applique le contrôle de l'abbaye.
Le comte Humbert, malgré sa vocation intime, se doit de donner un héritier. Il se mariera à quatre occasions. Son conseil a dû jouer un grand rôle dans cette politique. Le conseil comtal réunit autour du prince un nombre de conseillers, issu généralement de la noblesse, et dans une moindre mesure auprès des ecclésiastiques issus toutefois du même sérail. Son rôle est d'aider le comte dans la gestion de son domaine, notamment dans les affaires féodales, la haute justice, les finances ainsi que la politique tant intérieure qu'extérieure du comté. Il peut également avoir un rôle lors des décisions de mariage.
En 1151, Humbert se doit d'épouser Faydive (ou Faidive),, sœur du comte Raymond V de Toulouse. Elle meurt quelques années plus tard († 1154), sans avoir donné d'héritier. À la suite de ce décès, il fait de nombreux dons à l'abbaye d'Aulps, où il effectuera régulièrement des retraites spirituelles ainsi qu'à Hautecombe.
En 1155, il se marie avec une cousine, Gertrude d'Alsace-Flandre, fille de Thierry d'Alsace, comte de Flandre. Le mariage s'avérant infertile, il est annulé par la répudiation de la comtesse, en 1162,. Deux ans plus tard, sous la pression de ses vassaux, il se remarie avec Clémence de Zähringen (morte en 1167), fille de Conrad Ier, comte de Zähringen et duc de Bourgogne,. Au décès de sa troisième femme, qui lui aura donné trois filles, il se retire à Hautecombe, prenant l'habit des cisterciens. Il fait par ailleurs enterrer la comtesse dans le cloître de l'abbaye (la tradition médiévale ne permet pas de sépulture dans l'enceinte de l'église).

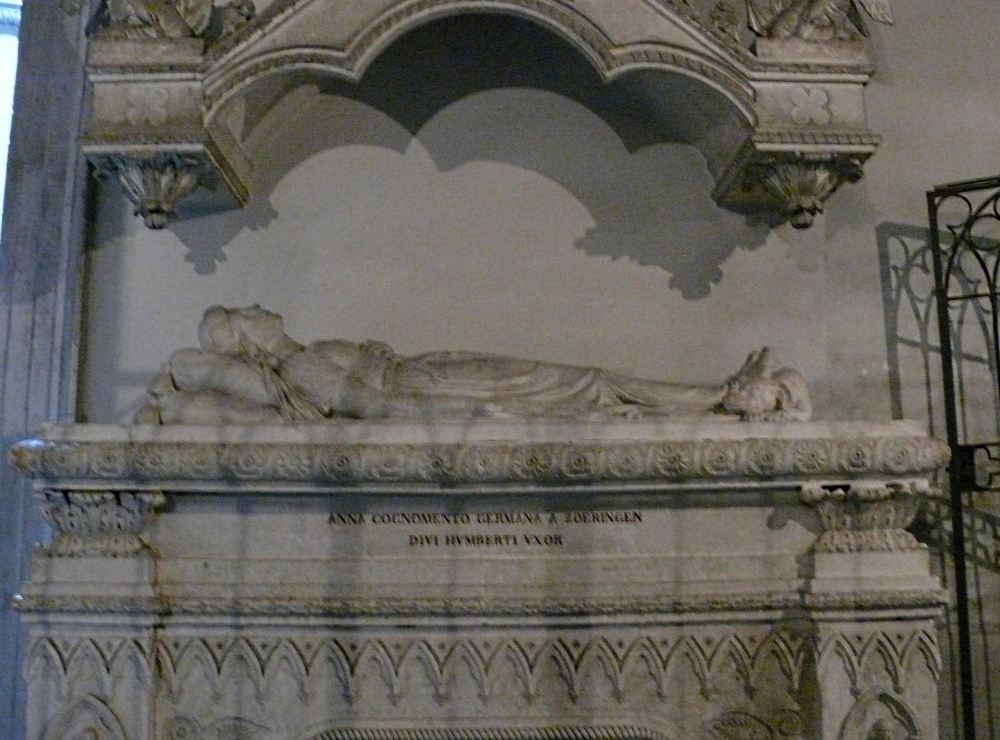
Tombeau de Clémence de Zähringen dans l'abbaye d'Hautecombe.

Selon la Chronique de Savoye (XIVe siècle, Jehan d'Orieville, dit Cabaret, historiographe du comte Amédée VIII, ses vassaux viennent à nouveau à lui pour lui demander de renoncer à ce retrait afin de se remarier et donner un héritier mâle au comté, : « Sir que faites-vous ici ? Pourquoi ne vous mariez-vous pas, afin d'avoir des enfants qui puissent, après vous, nous gouverner et nous défendre de nos voisins, ainsi que l'on fait vos ancêtres ? Mariez-vous par Dieu ! et ne veuillez pas consentir à ce que votre Maison s'arrête avec vous. ». Au refus apposé par le comte, ils reprennent « vous pouvez d'ailleurs aussi bien servir Dieu en étant marié et en gouvernant votre pays avec justice, qu'en chantant mille messes avec ces religieux ! » A ces mots, les moines soutiennent le comte et les vassaux auraient menacé de mettre le feu à l'abbaye,.
Leur crainte était aussi que leur nouveau suzerain soit le roi d'Angleterre, un souverain qui n'ait que peu de connaissance de la Savoie. Il épousa en quatrièmes noces, en 1177, Béatrice de Vienne, qui donne naissance dans l'année suivante à un fils, Thomas,. La naissance est annoncée comme un miracle par saint Anthelme, évêque de Belley. Ce dernier naît dans le château comtal de Charbonnières, en Maurienne. À la naissance de son fils, la Chronique de Savoye raconte que le comte, heureux, fait édifier un prieuré « à l'entrée du lac du Mont du Chat en l'honneur de saint Maurice qui, par la suite, fut appelé le Bourget ; il y installa des moines noirs de l'Ordre de Saint-Pierre-de-Cluny dont la mission fut de louer Dieu et de prier pour son fils Thomas et ses successeurs ». Il s'agit toutefois d'une légende propagée par les moines, la fondation du prieuré du Bourget remontant au XIe siècle.
L'historien Laurent Ripart souligne, en citant notamment les travaux de Guido Castelnuovo, que le « portrait bien peu flatteur » des Chroniques est un moyen pour les historiographes savoyards de mettre en avant l'abandon par ce comte du pouvoir temporel au profit d'une vie ecclésiastique.

### Menaces sur le comté

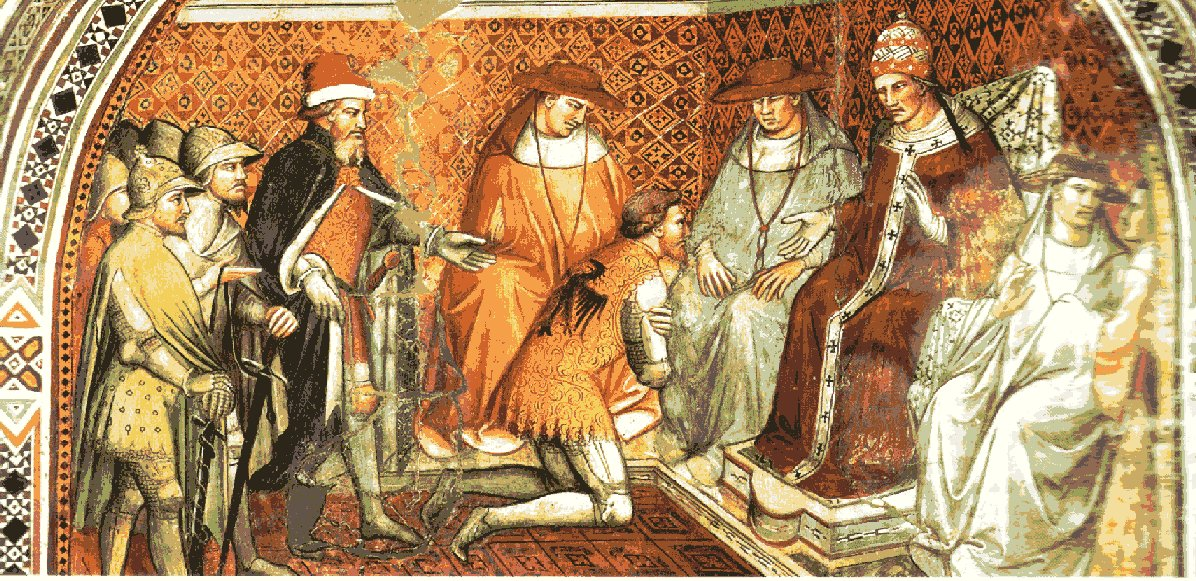
Fresque représentant l'empereur Frédéric Barberousse reconnaissant le pouvoir du pape Alexandre III (pape).

Malgré ce penchant pour la vie spirituelle, Humbert doit tout de même agir et affirmer son pouvoir contre les ennemis de son comté, le Dauphin d'une part, mais également l'Empereur, Frédéric Barberousse,. En 1153, le comte Humbert doit, comme son père dix ans plus tôt, intervenir contre le dauphin, Guigues V d'Albon, pour défendre la forteresse et la cité de Montmélian.
L'Empereur, en difficulté face à la papauté, est obligé de passer par le Mont-Cenis contrôlé par le comte en 1168, chassé par les ligues lombardes. En échange, il confirme les droits du comte sur le comté de Turin, en Piémont, et sur l'évêché de Sion, en Valais,. Malgré tout, le comte de Savoie ne fait pas le choix du camp de l'Empereur dans son combat contre le Pape, choisissant une autre stratégie, en cherchant à s'allier notamment avec les Plantagenêt, rois d'Angleterre. Humbert III promet sa fille Alix (Alaïs) à Jean d'Angleterre, futur roi,,.
Lors de la signature des accords, en 1173, pour le futur mariage, des grands nobles sont témoins, dont Arducius de Faucigny, évêque de Genève, Amédée Ier de Genève, le comte de Genève, Henri, baron de Faucigny ainsi que des vassaux du comté. Alix meurt avant la cérémonie de mariage,. Ce choix des Plantagenêt, partisans du pape Alexandre III et de la pars Guelfa, est un acte d'engagement du prince de Savoie contre la pars Gebellina de l'Empereur. Lorsque Frédéric Barberousse recouvre sa puissance, il agit dès que possible contre le comte de Savoie. En 1174, les troupes impériales saccagent et incendient la ville de Suse, humbertienne depuis près d'un siècle, qui refuse d'ouvrir ses portes,. Une partie des archives du comté auraient été détruites à cette occasion, mais les faits ne sont pas confirmés. Il semble plus probable que les principaux actes soient conservés dans les principales abbayes du comté, notamment Saint-Maurice ou surtout Hautecombe avec le comte Humbert, à partir de 1189.

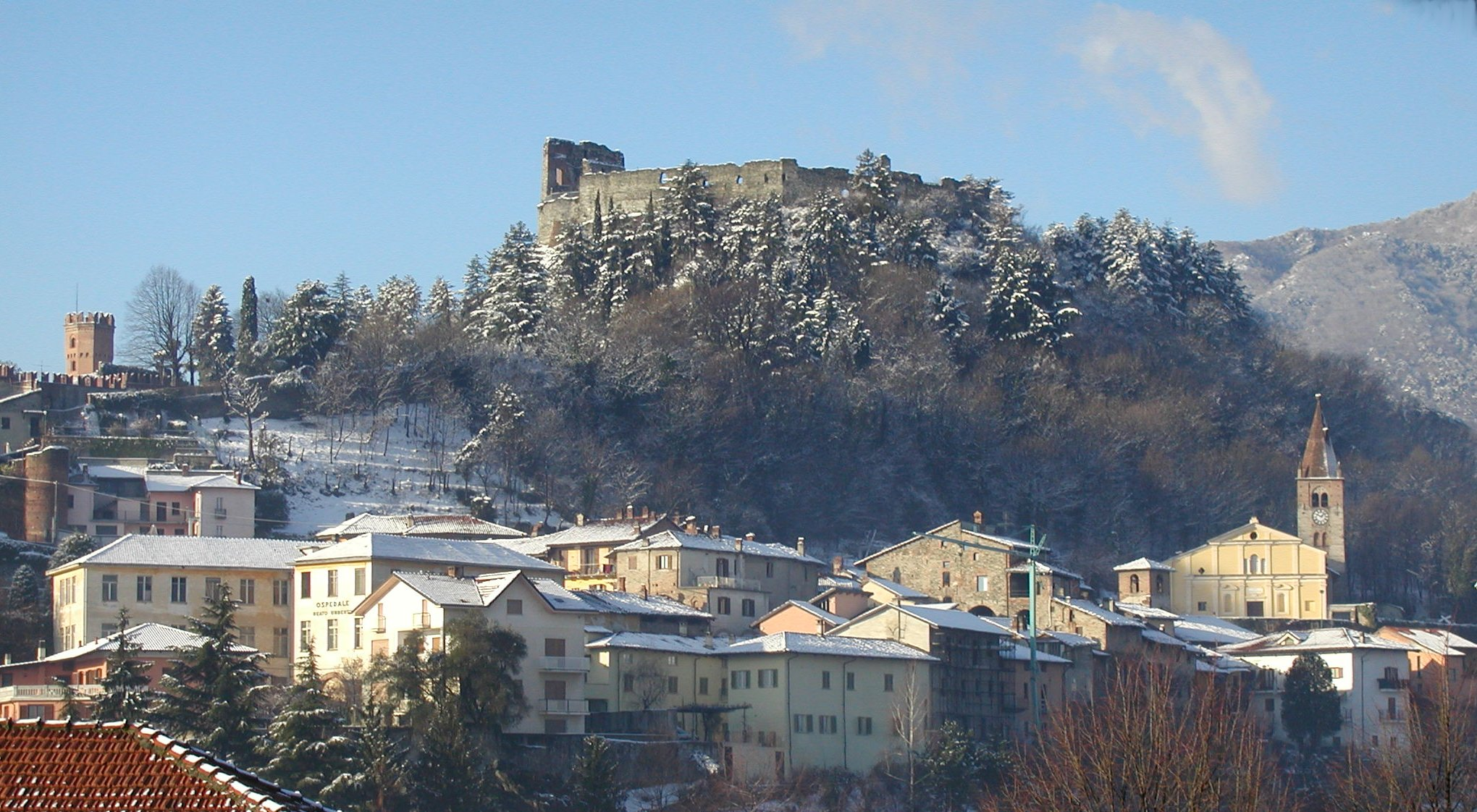
Le château d'Aveillane qui contrôle le Val de Suse et le Piémont.

Frédéric Barberousse, puis son fils, poursuivent la sape du pouvoir comtal. Ils placent directement les archevêques de Tarentaise (1186) ou les évêques de Genève, de Belley (1175) et de Turin (1175) sous sa protection, leur permet ainsi de s'émanciper du contrôle des Humbertiens, plus tard ceux de Sion et de Lausanne. L'évêque de Turin oppose ses nouveaux droits au comte de Savoie, en se prévalant de la suzeraineté désormais directe au souverain germanique, dans le courant de l'année 1175,. Les troupes savoyardes réagissent en prenant la ville de Turin, autant pour défendre les droits du comte que de venger le sac de Suse. L'évêque de Belley, Anthelme, partisan de l'Empereur, est fait prince du Saint-Empire, en 1175. Il obtient une bulle d'or lui donnant tout pouvoir sur la ville de Belley et sa région. Mécontent, le comte conteste cette situation,. L'évêque profite de la mort d'un prêtre de son Église par un homme du comte, pour excommunier Humbert ,. La sentence ne dure pas longtemps, le pape l'absout.
Le fils, Henri VI, s'engage en 1187 dans une lutte armée contre Humbert. Il saccage le Piémont mais peine à prendre le château d'Aveillane (1187) et les autres forteresses du Val de Suse,. L'hiver arrive et les troupes impériales, ne pouvant emprunter le col du Mont-Cenis enneigé rebroussent chemin,. L'Empereur cite le comte de Savoie « devant son tribunal et finalement, par contumace, le met au ban de l'Empire avec commise de ses terres. » Le comté a pu éviter un conflit qui aurait pu avoir des conséquences plus graves. Le comte Humbert, mais davantage son fils qui lui succédera, vont modifier leur politique pour se rapprocher du parti de l'Empereur.

### Œuvres religieuses

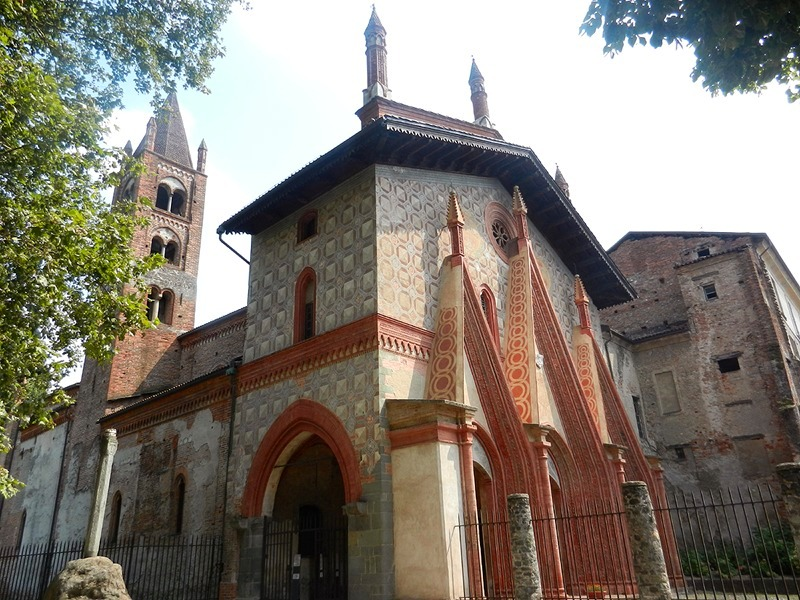
L'abbaye Saint Antoine de Ranvers, fondée par Humbert III.

En 1149, Humbert confirme par un acte la fondation de son père de la chartreuse d'Arvières, dans le Bugey-Valromey,.
En 1178 ou 1183 (selon le Régeste genevois), puisque l'acte ne le mentionne pas, il est considéré comme le fondateur de la chartreuse d'Aillon, dans les Bauges,. Il lègue à l'abbaye l'ensemble de ses droits sur la terre d'Aillon ainsi que le lac de la Thuile, lacum meum de la Tuelli,. En 1188, il fonde l'Abbaye Saint Antoine de Ranvers (paroisse de Buttigliera Alta), au-dessus d'Avigliana, dans le Val de Suse, où l'on trouve également un hôpital pour les pèlerins.
L'historien Bruno Galland souligne que, malgré l'image pieuse du comte, sa politique religieuse maintenait l'emprise savoyarde dans la région, citant notamment les mots d'un contemporain du comte « il semblait vouloir assujettir les évêques de ses domaines et des pays voisins et fonder sa puissance sur les ruines des églises ».

## Mort et succession

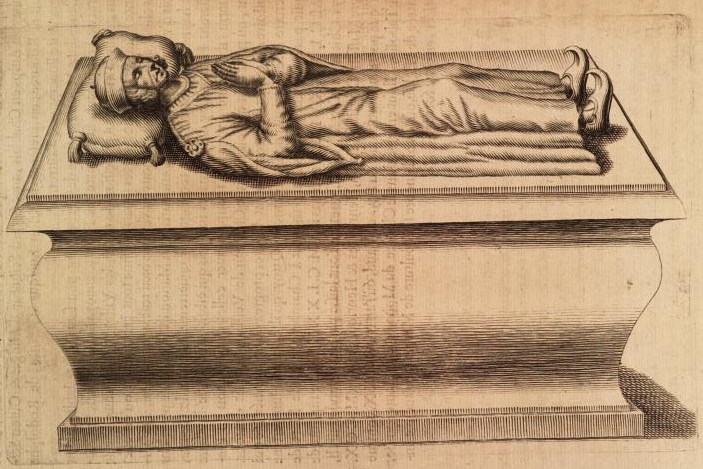
Cénotaphe du comte, d'après l'ouvrage de Guichenon (1658).

### Décès et sépulture
Après le décès de sa troisième femme, au moment de son retrait dans l'abbaye d'Hautecombe, il fait la demande d'être enterré à Hautecombe. En 1178, la naissance d'un fils lui donne enfin l'occasion, avec la permission de sa femme, de se retirer à Hautecombe, où il reprend, semble-t-il, l'habit de moine,. La Chronique de Savoye, qui reste une hagiographie officielle, ne fait pas mention ce retour vers la fin dans les ordres. Le comte Humbert III meurt le 4 mars 1189. Selon ses volontés, il est enterré dans l'enceinte du cloître de l'abbaye. On trouve ainsi l'origine de la nécropole de la maison de Savoie.
Son tombeau est déménagé dans l'église au XVIIIe siècle. Il est détruit lors du saccage de l'abbaye, sous l'occupation du duché par les troupes révolutionnaires françaises. L'ensemble est reconstruit par Charles-Félix. En 1954, les tombes sont transférées dans le sanctuaire dédié à la maison de Savoie, selon la volonté du roi d'Italie Humbert II.

### Succession
La succession d'Humbert a été une question primordiale de son règne avec notamment ses quatre mariages. Il devient père d'un garçon, Thomas, en 1177,. Lorsque Humbert s'éteint en 1189, son fils est encore mineur, il n'a que 12 ans. La Cour de Savoie choisit pour tuteur le marquis de Montferrat, Boniface ; cousin de son père, c'est aussi un partisan gibelin, ce qui permet au comté de se rapprocher du parti de l'Empereur. L'empereur Frédéric Barberousse meurt en l'an 1190.

## Famille et descendance

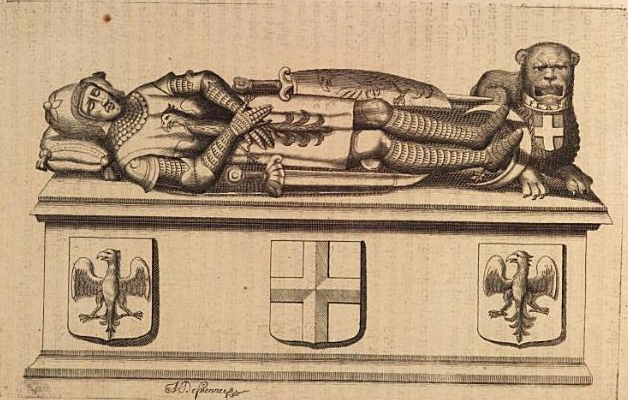
Cénotaphe de Thomas Ier de Savoie (fils et successeur de Humbert III le Saint), selon l'ouvrage de Samuel Guichenon, Histoire généalogique de la royale Maison de Savoie (1658).

Humbert se marie quatre fois, :
1. en 1151 avec Faidiva de Toulouse ou Faydive, Faidive (1135-1154), fille d'Alphonse Jourdain, comte de Toulouse et marquis de Provence (1103-1148) et de Faidiva d'Uzès. Elle meurt trois ans plus tard sans avoir donné d'héritier ;
2. en 1155 Gertrude d'Alsace-Flandre[Note 1], fille de Thierry d'Alsace, comte de Flandre et de Sibylle d'Anjou. Le mariage est annulé au motif de l'infertilité de la comtesse en 1162 ;
3. en 1164 avec Clémence de Zähringen († 1167), fille de Conrad Ier, duc de Zähringen, et de Clémence de Namur. Deux ans plus tôt, elle s'était séparée de son premier époux Henri le Lion, duc de Bavière et de Saxe. Humbert et Clémence eurent trois filles :
  - Sophie (Sofia, Éléonore) (1165-1202), mariée à Azzo VI d'Este (1170 † 1212),
  - Alix ou Alice, Adélaïde (1166 † 1174), promise à Jean d'Angleterre, futur roi, mais morte avant la cérémonie. Selon certaines sources, il semble qu'elle ait été l'aînée et peut être considérée comme héritière du comté. En effet, la dot était le comté de Savoie tout entier, puisque aucun héritier mâle ne pouvait reprendre la succession d'Humbert[13],
  - Éléonore (1167-1204), qui aurait été mariée en 1197 à Boniface Ier († 1207), marquis de Montferrat et roi de Thessalonique mais les sources sont douteuses ; en revanche, il apparaît plus probable qu'elle ait épousé Guillaume II de Vintimille, comte de Tende ;
4. en 1177 avec Béatrice de Vienne (1160 † 1230), fille de Géraud Ier, comte de Mâcon et de Vienne, et de Maurette de Salins. Le couple eut deux enfants :
  - Thomas Ier (1178 † 1233), comte de Savoie, d'Aoste et de Maurienne,
  - une fille, morte à l'âge de sept ans.

## Titres et possessions
Comme ses prédécesseurs, Humbert III signe les actes en tant que comte de Maurienne et marquis d'Italie.
L'historien savoyard Léon Menabrea relève les signatures suivantes : Ego Umbertus, Maurianensis comes et marchio en 1150, mais également Ego Umbertus Maurianæ et Savoiæ comes et Italiæ marchio en 1167 et que l'on retrouve en partie en 1170.
Malgré les critiques sur la politique du comte Humbert, le jeune comte Thomas Ier de Savoie hérite de son père 25 positions stratégiques :
- Hermillon et la Haute-Maurienne dont le col du Mont-Cenis ;
- contrôlant le Guiers : Les Échelles, Saint-Laurent-du-Désert, Saint-Genix-sur-Guiers ; le château de Pierre-Châtel et la ville de Yenne contrôlant le Rhône (peut-être Tolvon), en Novalaise (aujourd'hui l'Avant-pays savoyard appelé aussi Bugey savoyard) ;
- des positions dans le comté de Savoie dont Montmélian et sa forteresse, Aiguebelle et son château, Tournon et son château, Ugine et la Tour carrée, Châtelard-en-Bauges et son château ;
- la ville de Salins et de la Val d'Isère (haute-vallée) en Tarentaise ;
- les villes de Suse et Aveillane et son château en Val de Suse ;
- en Val d'Aoste, Châtel-Argent, châtel de Ville en Challand et des droits sur la Valdigne et l'accès à Colonne-Joux (Petit-Saint-Bernard) ;
- possession du château de Chillon sur le Léman, Saint-Maurice d'Agaune et son château, Sembrancher, le Val d'Entremont permettant d'accéder le col du Grand-Saint-Bernard en Chablais ;
- plusieurs positions en Bugey : château de Rossillon, château de Lompnes, château de Virieu-le-Grand, peut-être Seyssel. Le comte de Savoie inféode le Valromey à son beau-fils ;
- le château de Saint-Symphorien-d'Ozon en Viennois ;
- Pérouse, Miradol et probablement Pignerol en Piémont.

## Béatification
La vocation religieuse du comte en fait un personnage très tôt célébré, notamment par l'église d'Ivrée. Les moines cisterciens, dont il prit l'habit, l'inscrivent dans leur calendrier comme un bienheureux. En 1836, la confirmation de la béatification est rendue par le pape Grégoire XVI,.
Laurent Ripart rappelle que le choix d'Hautecombe comme sépulture, favorisera le développement par les moines de la légende, à partir du XIVe siècle, selon laquelle le comte fut à l'origine de l'abbaye d'Hautecombe. Ces derniers « [construisent ainsi] une réputation d’ami des moines et même de saint thaumaturge » au comte.
Son culte est célébré le 4 mars. Aujourd'hui, en Savoie, il est par contre célébré le 27 avril au côté d'un autre bienheureux de la maison de Savoie, Amédée IX,.